# Partito Conservatore Progressista del Canada
Il Partito Conservatore Progressista del Canada (PC) (inglese: Progressive Conservative Party of Canada; francese: Parti Progressiste-Conservateur du Canada; a volte indicato come Partito Conservatore) è stato un partito politico canadese, di rilievo federale.
Il PC è stato, con il Partito Liberale, uno dei due partiti dominanti del sistema politico canadese. È stato presente nella Camera dei Comuni dal 1867 al 2003. Negli anni '90, tuttavia, perse progressivamente voti e seggi e nel 2003 si fuse con l'Alleanza Canadese per dare vita all'attuale Partito Conservatore del Canada. In molte province i conservatori mantengono ancora il nome di "Conservatori Progressisti". Privo di una precisa posizione ideologica, data anche l'ampiezza della sua base elettorale, tendeva comunque ad assumere posizioni maggiormente contrarie all'intervento dello Stato nell'economia rispetto ai liberali, ed era scarsamente incline a fare concessioni ai nazionalisti del Québec.

## Storia
L'origine del PC va fatta risalire ai primi gruppi politici contrapposti costituitisi in Canada nella prima metà dell'Ottocento, Tories e Riformatori. Con la nascita del Dominion del Canada nel 1867, questi gruppi si consolidarono in veri e propri partiti, e i Tories, i conservatori del Québec e una parte dei liberali costituirono il Partito Liberale-Conservatore, guidato da John A. Macdonald. Questi fu il 1º Primo Ministro del Canada dal 1867 al 1873, quando fu sconfitto dal liberali. Nel 1878 MacDonald tornò al governo con un programma di protezionismo commerciale, e rimase alla guida del governo fino alla morte, nel 1891. Privo di un nuovo leader carismatico, il partito rimase escluso dal governo dal 1896 al 1911, quando vinse le elezioni grazie a un aumento di consensi nel Québec. Quando durante la Prima Guerra Mondiale, il governo conservatore ricevette l'appoggio di una parte dei liberali, il partito prese temporaneamente il nome di Unionista. Nel 1921, presentatosi come Partito Liberale e conservatore Nazionale, subì una grave sconfitta, e da allora poté governare solo per pochi mesi nel 1926 e poi nel 1930-35.

Il partito assunse il nome di Partito Conservatore Progressista nel 1942, quando John Bracken, premier della provincia di Manitoba e leader del Partito Progressista, decise la fusione del proprio partito con il Partito Conservatore e chiese che nel nome del nuovo partito fosse aggiunto l'appellativo progressista. Molti militanti progressisti, però, preferirono sostenere il Partito Liberale del Canada o la Co-operative Commonwealth Federation, poi Nuovo Partito Democratico. Anche per questo la guida del PC da parte di Brachen durò solo fino al 1948. Solamente con la guida di John G. Diefenbaker il partito tornò al potere nel 1957, prima con un governo di minoranza, poi, dal 1958 al 1963, con una maggioranza schiacciante.

In seguito tornò al governo tra il 1979 e il 1980 con Joe Clark. Clark fu sostituito alla leadership da Brian Mulroney, che assunse posizioni decisamente liberiste in economia e vinse le elezioni del 1984. Nel 1993 venne sostituito come leader del partito e Primo Ministro da Kim Campbell, che fu la prima donna ad assumere la carica di Primo Ministro nella storia del Canada. Ma proprio le elezioni del 1993 si tradussero in un clamoroso disastro per il partito, che fu ridotto a soli due seggi. Il partito, assumendo posizioni più favorevoli al welfare state, vinse comunque le elezioni provinciali in Ontario nel 1995, ma a livello federale i risultati del 1997 e del 2000 furono analoghi a quelli del 1993.
Questi risultati non brillanti furono dovuti al rafforzamento del Partito Riformatore, poi Alleanza Canadese, conservatori "populisti", che fecero propri i consensi dei conservatori del Canada Occidentale, divenendo così (53 seggi nel '93, 60 nel '97, 66 nel 2000) il partito "conservatore" di maggiori dimensioni. Nel 2003 i due partiti si fusero dando vita al Partito Conservatore.
Fatta eccezione per le elezioni del 1930, 1958, 1984 e 1988, il PC non ha mai conseguito consensi considerevoli nel Quebec, che è la provincia più popolosa del Canada, a causa della sua opposizione all'indipendentismo di questa provincia a maggioranza francofona.

## Ideologia
Il PC può essere considerato un partito di centro-destra. Fin dal 1867 il PC si è caratterizzato come favorevole all'imperialismo britannico, al nazionalismo canadese, ai valori sociali protestanti. La componente valoriale del PC è stata infatti condizionata, almeno fino al 1993, dalla maggiore presenza nelle province anglofone, spesso a maggioranza protestante. Il PC ha sofferto molto per la divisione interna tra i Blue Tories ed i Red Tories. I Blue erano fino alla Seconda guerra mondiale classificabili come liberali in campo economico e conservatori nelle materie sociali. Da sempre espressioni delle classi "mercantili", dal 1964 in poi sono stati influenzati dalle politiche di Ronald Reagan e Margaret Thatcher. I Red, invece, espressione della componente più rurale, si caratterizzarono come la componente più moderata e comunitaria del partito. I Red hanno dominato la politica del conservatori dal 1891 al 2003, tanto che i Blu dalla fine degli anni '80 divennero sempre più minoritari, anche perché molti preferirono altre formazioni, primo fra tutti il Partito Riformatore.